# Golconda (Magritte)
Golconda (em francês:  Golconde) é uma pintura a óleo sobre tela do surrealista belga René Magritte, pintado em 1953. Está na Menil Collection em Houston, Texas.
A obra retrata uma cena de "chuva de homens", quase idênticos uns aos outros vestidos com sobretudos escuros e chapéus de coco, que parecem cair como gotas de chuva, flutuando como balões de hélio, ou simplesmente estacionados no ar como se não houvesse movimento. O cenário apresenta edifícios com telhado vermelho e um céu parcialmente nublado, em sua maioria azul, dando credibilidade à teoria de que os homens não estão chovendo. Os homens estão igualmente espaçados em uma rede diagonal.
Magritte vivia em um ambiente suburbano semelhante e vestia-se de maneira semelhante. O chapéu-coco foi uma característica comum de grande parte de seu trabalho e aparece em pinturas como O Filho do Homem.
Charly Herscovici, que legou direitos autorais sobre as obras do artista, comentou sobre a Golconda: 
Magritte estava fascinado pela sedução das imagens. Normalmente, você vê algo e acredita nele; assume sua honestidade. Mas Magritte sabia que representações de uma coisa podem mentir. Essas imagens de homens não são apenas homens, apenas imagens deles, então não precisam seguir qualquer regra. A pintura é divertida, mas também nos indica a falsidade da representação.